# Albert Hämäläinen
Albert Hämäläinen, född 20 februari 1881 i Viitasaari, död 8 oktober 1949 i Helsingfors, var en finländsk etnograf och från 1931 professor i finsk-ugrisk folkloristik vid Helsingfors universitet.  
Hämäläinen tillhörde den sista generationen forskare som hade möjligheten att besöka frändefolken, som mordviner, marier och udmurter, i Ryssland mellan 1906 och 1911, innan Sovjetunionens gränser stängdes. Han var från 1924 till 1931 intendent vid Arkeologiska kommissionen och föreståndare för Fölisöns friluftsmuseum. Han gjorde även en resa till Värmland 1931. 